# Cyganek
Cyganek (niem. Tiegenhagen) – osada w Polsce położona w województwie pomorskim, w powiecie nowodworskim, w gminie Nowy Dwór Gdański na obszarze Żuław Wiślanych przy drodze wojewódzkiej nr 502. Wieś wchodzi w skład sołectwa Żelichowo.
W miejscowości przez kilka stuleci istniała gmina mennonicka.
W latach 1975–1998 miejscowość administracyjnie należała do województwa elbląskiego.
Na terenie wsi znajduje się przystanek Żuławskiej Kolei Dojazdowej o nazwie Cyganek.

## Zabytki

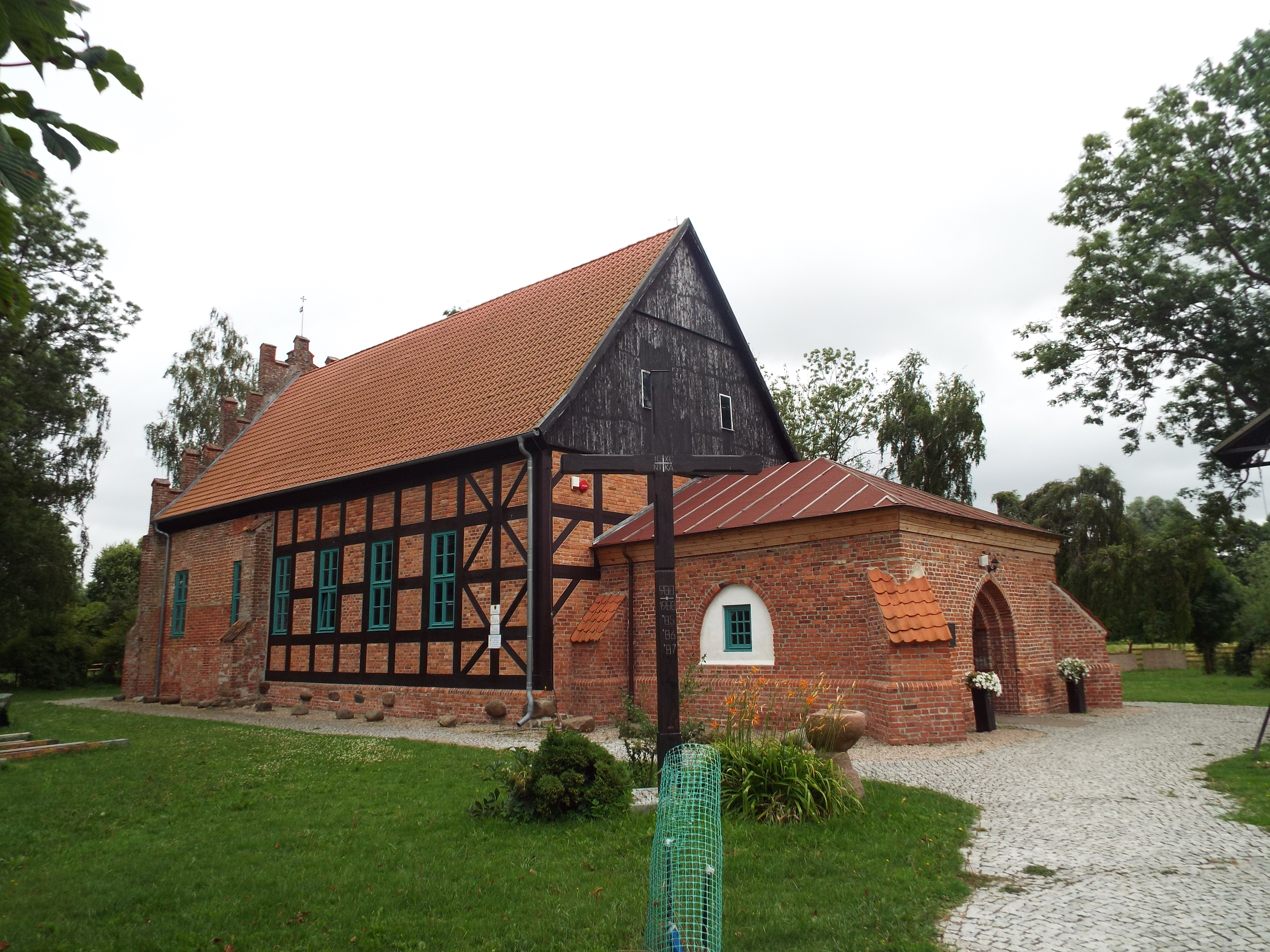
Cerkiew pw. św. Mikołaja

Według rejestru zabytków NID na listę zabytków wpisany jest dawny kościół pw. św. Mikołaja, najstarsza część z XIV wieku, szachulcowy, 1637-47, 1894, nr rej.: A-236 z 25.05.1961. Obecnie jest to cerkiew greckokatolicka pw. św. Mikołaja.
We wsi znajduje się również Cmentarz Jedenastu Wsi, który powstał w 1639 roku. Jego charakterystyczną cechą są kamienie nagrobne z gmerkami; podczas gdy zwykle cmentarze mennonickie posiadały nagrobki w formie steli.